# Obiit
| Obiit blanc à gauche et noir à droite · Obiit noir à gauche et blanc à droite |

Ne doit pas être confondu avec Obituaire.

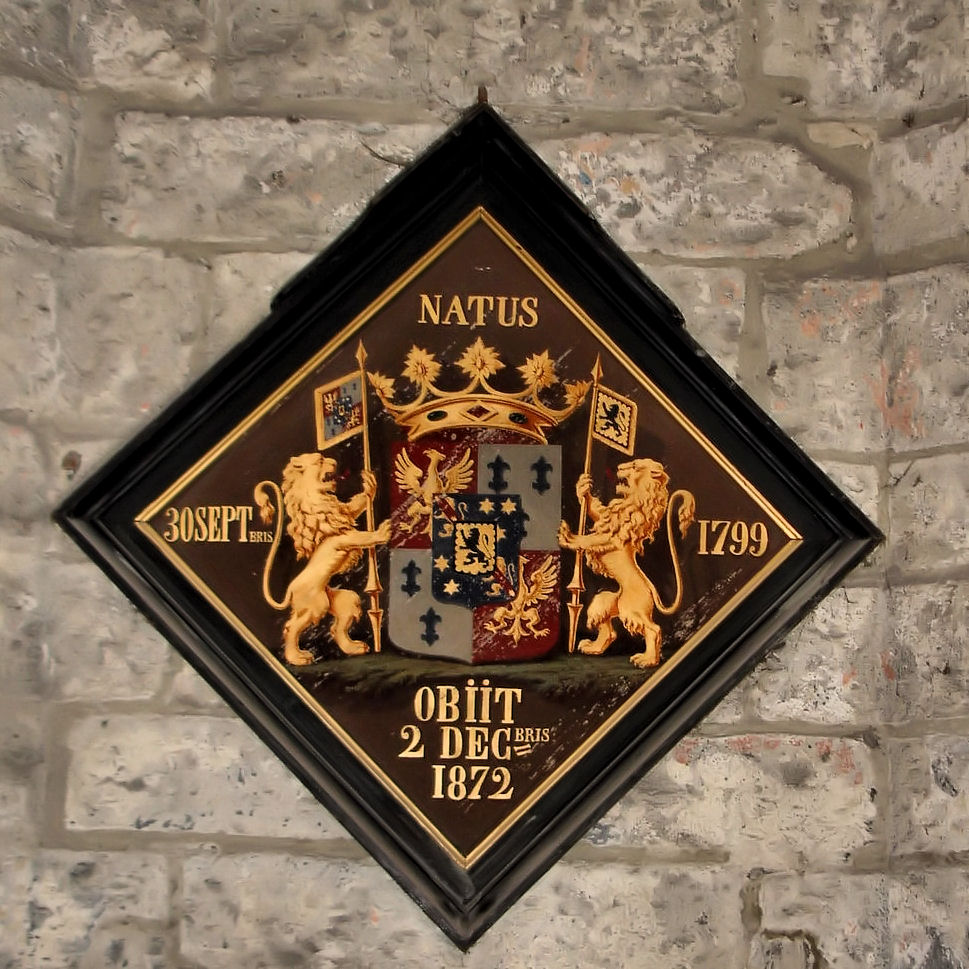
Obiit du marquis Charles Rodriguez d'Evora y Vega, en la cathédrale Saint-Bavon de Gand.

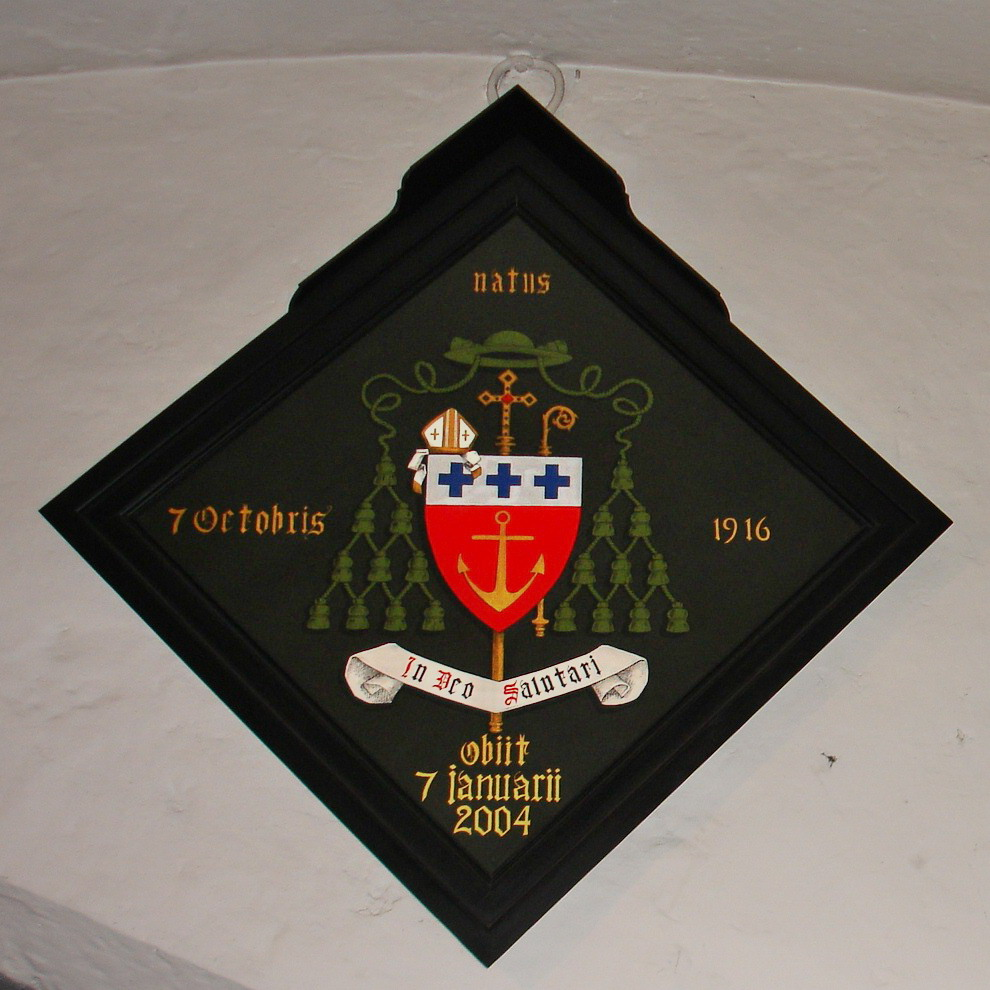
Obiit de Mgr Léonce-Albert Van Peteghem en la cathédrale de Gand.

Un obiit (forme raccourcie du latin obivit qui signifie « il est mort »), est le nom consacré par l'usage pour des armoiries funéraires. Il est utilisé par des familles dotées d’armoiries, notamment des familles royales et nobles.

## Description
C'est une peinture, ou une enluminure, dont le fond est de couleur sombre, souvent noir, peint la plupart du temps sur un panneau en bois de forme losangique, indiquant l'année de décès, et, parfois aussi, de naissance, ainsi que les armoiries de la personne. Il était peint sur un fond blanc lorsqu'il était réalisé pour une demoiselle morte jeune (et de fait non mariée).
L'obiit d'une épouse (ou d'une veuve) comporte son blason de forme ovale, accolé à celui de son époux ; le blason en forme de losange correspond à une femme célibataire.
Au Royaume-Uni, le fond des obiits est quelquefois divisé verticalement blanc et noir. Si la gauche est noire et la droite est blanche, il signifie qu'un mari est mort, laissant une veuve ; si la gauche est blanche et la droite est noire, il signifie qu'une femme mariée est morte, laissant un veuf.

## Usage
L'obiit est placé devant le catafalque durant la cérémonie des funérailles, puis rapporté au château, ou fixé sur un mur intérieur de l'église avec laquelle la famille nobiliaire avait un lien.